# Estructura cuaternaria de las proteínas

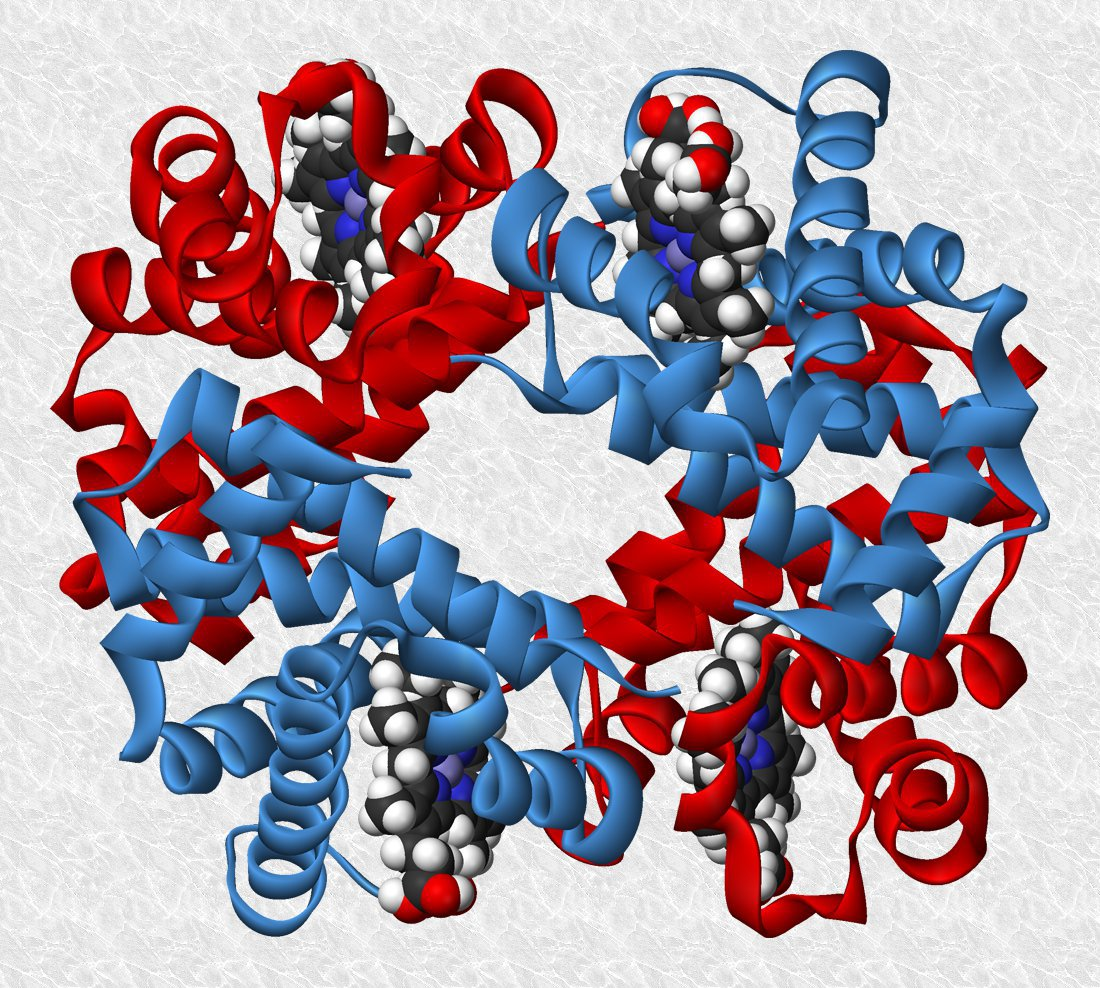
Estructura cuaternaria de la hemoglobina.

La estructura cuaternaria de las proteínas se forma mediante la unión de enlaces débiles de varias cadenas polipeptídicas con estructura terciaria para formar un complejo proteico. Cada una de estas cadenas polipeptídicas recibe el nombre de protómero. 
En cuanto a los niveles de la estructura de las proteínas, puede tener de forma más amplia que lo normal. Comprende la gama de proteínas oligoméricas, es decir aquellas proteínas que constan con más de una cadena polipéptida, en la cual además puede existir un comportamiento de alosterismo según el método concertado de Jacques Monod.
La estructura cuaternaria deriva de la conjunción de varias cadenas aminoácidas que gracias a su unión realizan el proceso de la disjunción, dando así un resultado favorable ante las proteínas ya incrementadas. Presenta varios polipéptidos distintos y su estructura funcional requiere de la interacción entre dos o más cadenas de aminoácidos similares o diferentes.
A través de la organización proteica cuaternaria se forman estructuras de gran importancia biológica como los microtúbulos, microfilamentos, capsómeros de virus y complejos enzimáticos. También las fibrillas colágenas encontradas en el espacio extracelular del tejido conjuntivo están constituidas por la agregación de cadenas polipeptídicas de tropocolágeno. 
En general, la estructura cuaternaria da la función de la proteína, pero hay ejemplos de las proteínas activas fuera de su complejo cuaternario. Arreglos de subunidades pueden conferir en el complejo cuaternario o punto de eje de simetría, pero esto no es obligatorio. Las proteínas que están formadas de esta manera generalmente tienen un peso molecular mayor a 50000, un ejemplo de esto es la hemoglobina.
El alosterismo trata de regulación enzimática de las propiedades de una proteína multimérica. En cuanto a la estructura cuaternaria, el alosterismo puede ser captado como consecuencia  del movimiento relativo de un monómero en las propiedades multiméricas. La Hemoglobina proporciona un ejemplo bien estudiado, pero no es el único.